# Corona estelar
La corona de las estrellas es la capa más externa de la atmósfera de una estrella, compuesta principalmente por plasma a altas temperaturas. Se encuentra por encima de la cromosfera y se extiende hacia el espacio, formando una región difusa que puede alcanzar millones de kilómetros desde la superficie estelar. Este fenómeno es común en estrellas como el Sol, cuya corona ha sido ampliamente estudiada.

## Características generales
La corona estelar está formada por plasma extremadamente caliente, con temperaturas que pueden oscilar entre 1 y 3 millones de kelvin. A pesar de su alta temperatura, su densidad es muy baja, lo que hace que emita menos luz visible en comparación con las capas internas de la estrella, como la fotosfera.
Esta región es responsable de emitir radiación en longitudes de onda como los rayos X y el ultravioleta extremo, lo que permite su estudio mediante telescopios especiales y observatorios espaciales.

## Formación y estructura
La corona está estructurada por el campo magnético estelar, que organiza el plasma en bucles coronales y otras formaciones dinámicas. Estas estructuras son visibles en estrellas activas gracias a telescopios que capturan imágenes en rayos X o ultravioleta.
El mecanismo exacto que calienta la corona a temperaturas tan altas sigue siendo un tema de investigación activa. Entre las teorías propuestas se encuentran las ondas magnetohidrodinámicas y los procesos relacionados con la reconexión magnética.

## Observación
En el caso del Sol, la corona es visible durante los eclipses solares totales, cuando el disco solar queda oculto por la Luna. En estos momentos, aparece como un halo blanco brillante alrededor del Sol.
Para otras estrellas, la corona se detecta indirectamente mediante observaciones en rayos X o ultravioleta extremo. Los telescopios espaciales, como el Observatorio Solar y Heliosférico (SOHO) o el Telescopio Espacial Chandra, han sido fundamentales para estudiar este fenómeno.

## Importancia astrofísica
La corona desempeña un papel crucial en la generación del viento estelar, un flujo continuo de partículas cargadas que se desprenden de la estrella hacia el espacio interplanetario. En el caso del Sol, este fenómeno da lugar al viento solar, que interactúa con los campos magnéticos planetarios y puede afectar a las telecomunicaciones y satélites terrestres.
Además, las características de la corona permiten a los astrónomos estudiar los campos magnéticos estelares y comprender mejor los ciclos de actividad estelar.